# Елимљани
Елимљани, Елимци или Елими (грч. Елyмои) су били древни народ који је живео на западном делу Сицилије у бронзаном добу и античком добу.

## Порекло
Древни грчки извори, посебно Тукидид, пишу о Елиманима као потомцима Тројанаца који су мигрирали на Сицилију и, мешањем са локалним Сиканима, формирали нови народ. Виргилије пише да је кампању Елимита од Троје до Сицилије водио херој Ацест.
Археолошки налази не противрече верзији Тукидида о анатолском пореклу Елимајана. Претпоставља се да су били повезани не са носиоцима анатолијских језика, већ са "народима са мора", који су у оквиру те хипотезе сматрани као прединдоевропска популација западног дела Мале Азије, чија се масовна миграција догодила у 13. веку п. н. е. Ипак, веома је тешко разликовати Елимљане од њихових суседа археолошким споменицима само бронзаног доба. Касније су прихватили културу грчких колониста, саградили храм у Сегести и усвојили грчки алфабет. Натписи на језику Елимљана су малобројни и још нису до краја дешифровани. Грчки утицај видљив је на храму у Сегести, највећем елимљанском граду.

## Елимљански храм у Сегести
Елимљани су традиционално били у добрим односима с феничанским колонијама, укључујући Картагу, а у нешто мање добрим односима с грчким колонијама, од којих је најпознатији Селин. Стални гранични спорови су повремено доводили до ратова, а Сегестин позив Атињанима у помоћ против Селина је 415. п. н. е. довео је до знамените сицилијанске експедиције и атинске катастрофе. Елимљани су имали више среће када су се за помоћ обратили Картаги, која је коначно уништила Селин 409. п. н. е.
За време Првог пунског рата су се Елимљани опредијелили за Римску Републику, а потом уживали повлашћени третман, делом и зато што су их Римљани, с обзиром на митско тројанско порекло сматрали сродницима. За време римске власти је дошло до романизације.